# 贝尔韦斯-德卡斯蒂永
贝尔韦斯-德卡斯蒂永（法語：Belvès-de-Castillon，法語發音：[bɛlvɛs də kastijɔ̃]，意为“卡斯蒂永的贝尔韦斯”）是法国吉伦特省的一个市镇，属于利布尔讷区。该市镇总面积6.61平方公里，2009年时的人口为323人。

## 人口
贝尔韦斯-德卡斯蒂永人口变化图示